# La pandilla aventurera
 La pandilla aventurera es una película de Argentina filmada en colores dirigida por Miguel Torrado sobre su propio guion escrito en colaboración con Iñaki Flores un argumento de Miguel Torrado y Ángel Acciaresi que se estrenó el 5 de julio de 1990 y que tuvo como actores principales a Darío Grandinetti, Ricardo Espalter, Juan Manuel Tenuta y Flavia Palmiero.
El filme tuvo los títulos tentativos de Fuera de órbita y de La pandilla en órbita.

## Sinopsis
En 1969, entusiasmados por la llegada del hombre a la Luna, un grupo de chicos idea un cohete.

## Reparto
- Darío Grandinetti
- Ricardo Espalter
- Juan Manuel Tenuta
- Flavia Palmiero
- Fernando Alegre
- Hernán Alegre
- Hernán Díaz
- Leopoldo Ferro
- Marina Gutiérrez
- Juan Bautista Palomeque
- Marina Alonso
- Pablo Aquilante
- Diego Cañada
- Martín Ceruse
- Walter Soubrié
- Margarita Martín
- Luis Campos
- Ricardo Hamlin
- Marina Romano
- Silvina Polesello

## Comentarios
María Núñez en  Página 12 opinó:

«Abundante en lugares comunes, estereotipos y situaciones poco creíbles, el film, falto de verdadera progresión dramática, no cumple la función de entretener que habitualmente corresponde a las aventuras.»

Manrupe y Portela escriben:

«Pasatiempo infantil por debajo de un nivel aceptable. En la publicidad se priorizó la figura de Flavia debido a su éxito televisivo..»